# Haruka Fukushima
Haruka Fukushima (フクシマ ハルカ Fukushima Haruka?)  es una artista japonesa de manga shōjo. De Maniwa, Prefectura de Okayama. Hizo su debut en manga en 1999 en la revista Nakayoshi con su galardonado Sakuranbo Kiss. Ella considera que Otona ni Nuts (Instant Teen: Just Add Nuts) es su obra maestra. Otras obras incluyen Ai Ga Nakucha Ne!, Bibitte Mu-cho, Cherry Juice, Kedamono Damono, Fortune ☆Cake, Young Mermaid, AAA y más recientemente Orange Planet, Kimi No Neiro y Animal Official. Todos ellos son o fueron publicados en Nakayosh i. 